# Yi Siling
Yi Siling (Guangdong, 6 mei 1989) is een Chinees schutter. Ze kwam voor China uit in Londen op het onderdeel 10 m luchtgeweer. Ze behaalde hier een gouden medaille en daarmee was zij de eerste sporter op de Olympische Zomerspelen 2012 die een gouden medaille won.
Yi werd in 2010 wereldkampioen in het Duitse München. Ze behaalde hier een resultaat van 505,6. In datzelfde jaar won ze bij de Aziatische Spelen de gouden medaille in Guangzou. Bij de Aziatische kampioenschappen in 2012 werd ze kampioen, nadat ze in 2009 en 2011 genoegen moest nemen met de zilveren medaille. Daarnaast heeft ze verscheidene World Cups gewonnen.
1984: Pat Spurgin ·
1988: Irina Sjilova ·
1992: Yeo Kab-Soon ·
1996: Renata Mauer ·
2000: Nancy Johnson ·
2004: Du Li ·
2008: Kateřina Emmons ·
2012: Yi Siling ·
2016: Virginia Thrasher ·
2020: Yang Qian ·
2024: Ban Hyo-jin